# Steinkopf (Wüstensachsen)
Der Steinkopf bei Wüstensachsen ist ein 888 m ü. NHN hoher Berg vulkanischen Ursprungs in der Rhön. Der Bereich um den Steinkopf ist ein ökologisch hochwertiger Bereich, daher streng geschützt und naturbelassen. Am Berg gibt es feuchte und magere Bergwiesen, die als Hochweide genutzt werden.

## Geographie

### Geographische Lage
Der Gipfel des Steinkopfs befindet sich in Hessen, im Landkreis Fulda, 2,7 km südöstlich von Wüstensachsen, dem Hauptort der Gemeinde Ehrenberg. Rund 500 m östlich verläuft die Grenze  zum Landkreis Rhön-Grabfeld in Bayern.  Entlang dieser Grenze stoßen auch die Naturparks Hessische Rhön und Bayerische Rhön aneinander.
Der Steinkopf ist eine Kernzone im Biosphärenreservat Rhön. Im westlich des Bergs gelegenen Tal befindet sich im Rahmen eines Naturschutzgebiets der quellnahe Oberlaufbereich der Ulster. Auf seiner Südostflanke verläuft die Hochrhönstraße. Nachbarberge sind der Stirnberg im Nordosten sowie der Heidelstein im Süden.

### Naturraum
Der Steinkopf gehört zum Naturraum Lange Rhön (Gliederungs-Nummer 354.11), der Teil der Haupteinheit Hohe Rhön (Nr. 354) in der Haupteinheitengruppe Osthessisches Bergland (Nr. 35) ist.

### Wasserscheide
Über den Steinkopf verläuft die Rhein-Weser-Wasserscheide. Das Wasser der kurzen Bäche, die vom Berg in Richtung Westen, Nordwesten und Norden verlaufen, fließt über die Ulster in den östlichen Weser-Quellfluss Werra. Jenes des an seiner Ostflanke entspringenden Oberelsbacher Grabens verläuft über Bahra, Streu, Fränkische Saale und Main in den Rhein. Die südöstlich am nahe gelegenen Heidelstein entspringende Els (Elsbach), die unter anderem auch von wenigen vom Steinkopf kommenden Bächen gespeist wird, mündet in die Streu, womit er auch zum Rhein-Einzugsgebiet gehört.

## Geologie

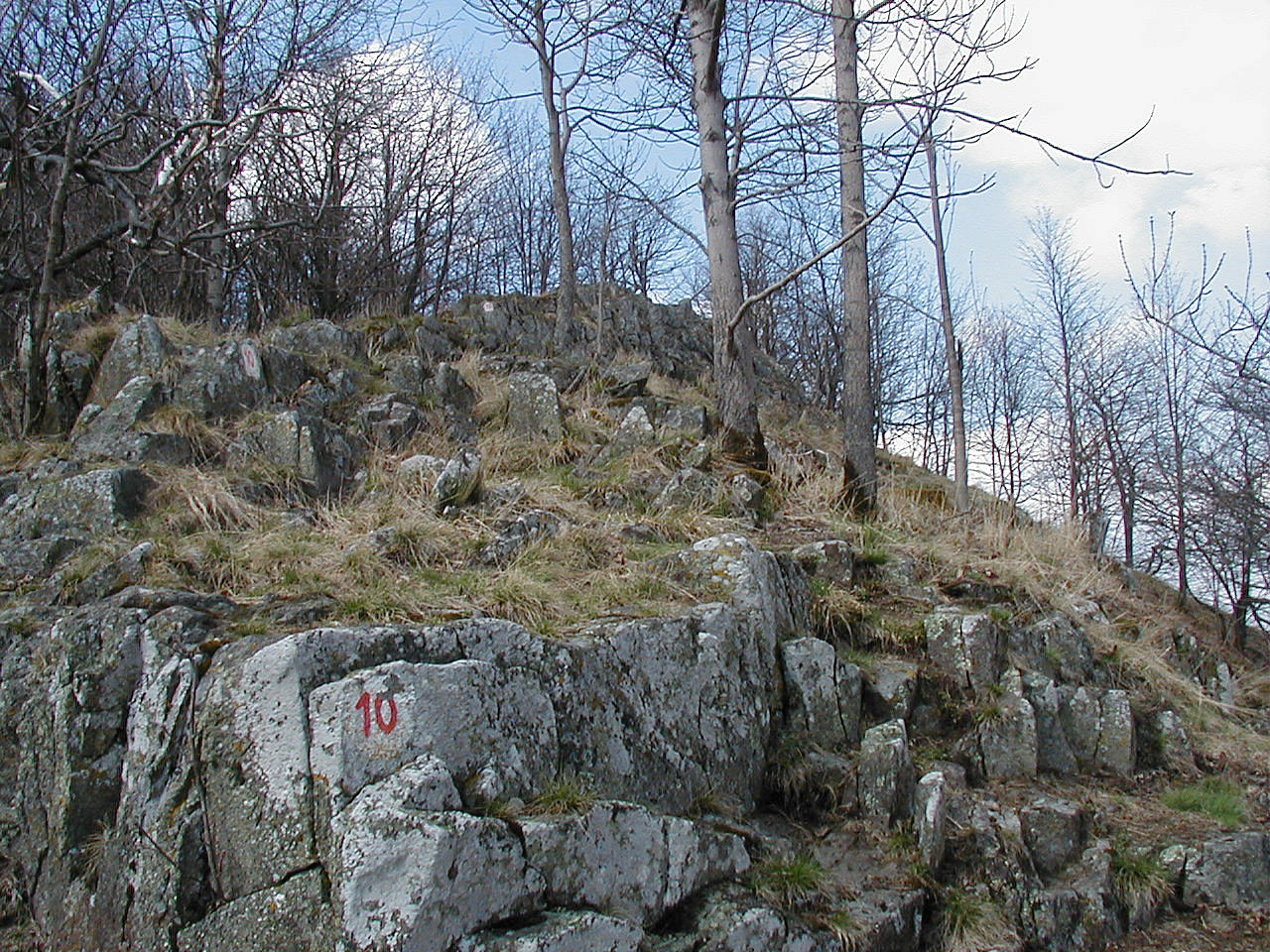
Felslandschaft am Anstieg zum Steinkopf

Der Gipfel des Steinkopfs bildet einen ca. 15 Meter breiten und 50 Meter langen, von Südost nach Nordwest orientierten Felsgrat, von dem nach Nordosten eine steile Blockhalde abgeht. Dieser Bereich innerhalb des Naturschutzgebiets ist als schutzwürdiger Geotop erfasst. Aufgebaut ist der Gipfel des Steinkopfs aus Feldspatbasalt, der auf der Süd- und auf der Nordostseite von Nephelinbasalt (in moderner Nomenklatur ein Nephelin-Basanit) umgeben ist. Nördlich des Steinkopfs, im Tal des Heuwiesen-Wassers zwischen Steinkopf und Stirnberg steht der auf eine ältere vulkanische Phase zurückgehende Phonolith an (in der Geologischen Karte von 1909 und der Erläuterung dazu noch als Dolerit bezeichnet). Der Steinkopf ist ein westlicher Vorsprung der aus mehreren sich überlagernden Basaltdecken (Deckenergüsse, entstanden als Lavaströme) etwas unterschiedlichen Alters aufgebauten Langen Rhön. Am Steinkopf selbst ist ein durch Erosion freigelegter Förderschlot erkennbar. Am Steinkopf überlagern die basaltischen Gesteine, über einer geringmächtigen Tuffsteinlage, direkt die mesozoischen Sedimentgesteine des Muschelkalk, der am Süd- und Westhang ansteht. Tertiäre Sedimente sind, anders als etwa an der Wasserkuppe, nicht vorhanden. Die basischen Ergussgesteine der Langen Rhön wurden überwiegend vor 22 bis 18 Millionen Jahren, bei Detailuntersuchungen mit Schwerpunkt vor 20 bis 18 Millionen Jahren, also im älteren Miozän, abgelagert. Später wurden sie bei der großräumigen Hebung des Rhönschilds um mehrere Hundert Meter angehoben und dadurch in den höheren Lagen abgetragen, so dass eigentliche Vulkanbauten erodiert und nicht mehr vorhanden sind. Direkte Altersbestimmungen für die Gesteine des Steinkopfs liegen nicht vor.

## Flora und Fauna

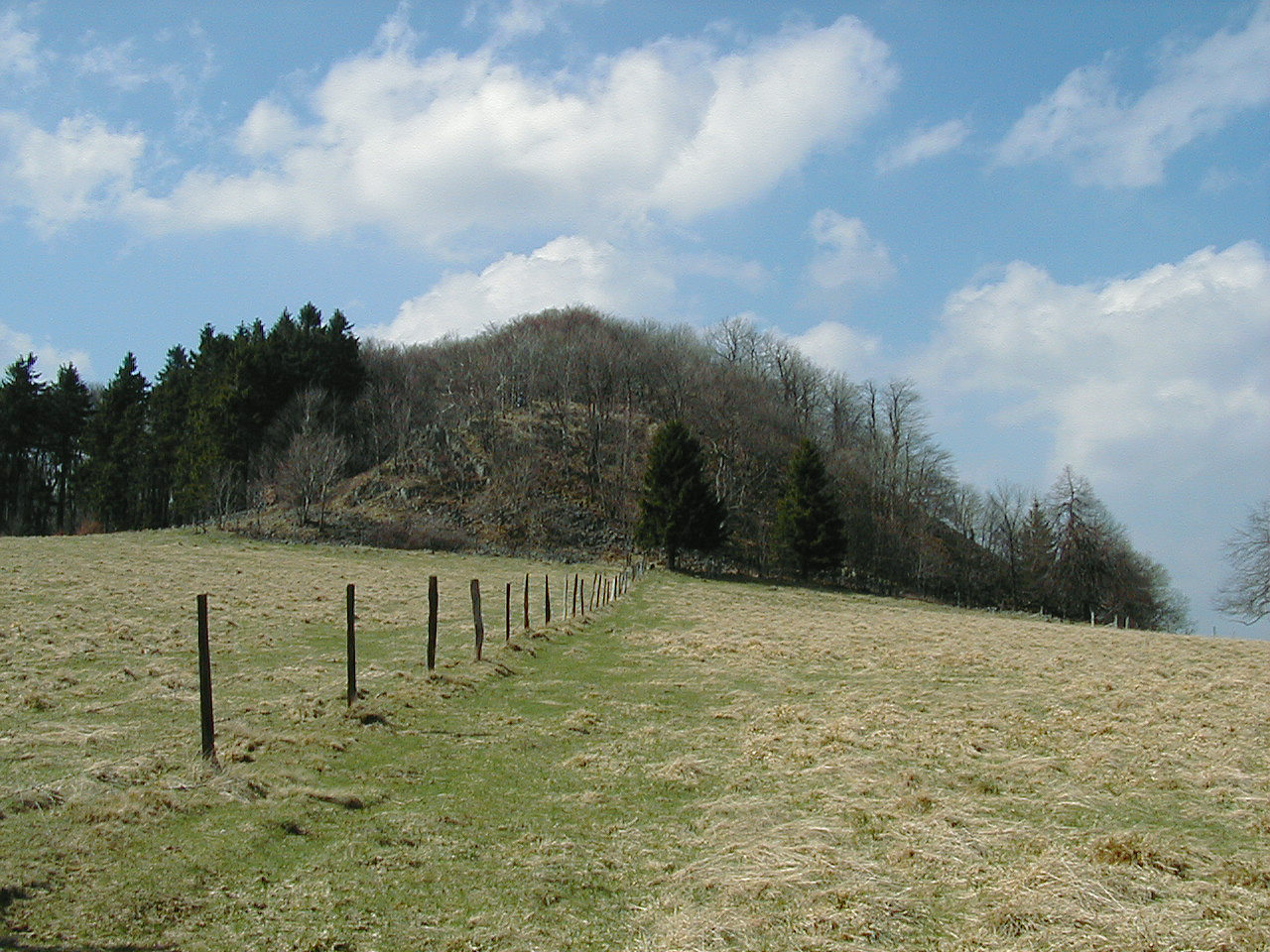
Huteflächen am Steinkopf

Aufgrund seiner exponierten Lage, seiner großen Unberührtheit und seiner engen Verzahnung verschiedener, rhöntypischer Waldgesellschaften und Gesteinshalden ist der Steinkopf ein wichtiger Standort für seltene Tier- und Pflanzenarten mit zum Teil überregionaler Bedeutung. Die Erforschung ist noch nicht abgeschlossen, es werden Relikte eiszeitlicher Besiedelung vermutet.
Die Blockschutthalde der nahen Gipfelregion ist überwiegend mit Sommerlinden-Berg-Ahorn-Hang- beziehungsweise Blockschuttwald, die sonstigen Bereiche mit Zahnwurz-Buchenwald bedeckt; der übrige Bergkuppenbereich ist überwiegend unbewaldet und dient als Hutefläche. Besonders hervorzuheben sind seltene Moose und Flechten.
Der Steinkopf ist Lebensraum für Waldschnepfe, Kuckuck und Sperber. Als seltene Tagfalterarten sind Kaisermantel, Milchfleck und Braunauge zu nennen. Als Schnecken sind Keulige und Graue Schließmundschnecke nachgewiesen. Spalten und Aushöhlungen alter Bäume sind idealer Lebensraum für Kleintiere wie Spechte, Fledermäuse und Wildbienen.
An seltenen Pflanzen finden z. B. sich die Felsen-Traubenkirsche, der gelbblühende Wolfs-Eisenhut, der Alpen-Milchlattich, die breitblättrige Glockenblume und der Märzenbecher. An den Felsen und Steinblöcken wächst beispielsweise ein Laubmoos, das sonst nur noch in den Alpen und im Südschwarzwald vorkommt.

## Pflegeplan

### Biosphärenreservat-Kernzone
Die am Steinkopf gelegenen Kernzone des Biosphärenreservats Rhön ist ein so genannter „Trittstein“ zwischen den benachbarten Kernzonen Stirnberg (Norden), Kesselrain (am Heidelstein; Süden) und Schafstein (Nordwesten), wobei der Schafstein mit 4,3 km (Luftlinie) am weitesten vom Steinkopf entfernt ist.
Der Pflegeplan für diese Kernzone sieht einen Pufferstreifen rund um das Schutzgebiet zur Hute hin vor, um den Eintrag von Dünger und sonstigen Stoffen zu verhindern. Es wird versucht, die schwer zugängliche, aber dennoch für den Natur- und Landschaftsschutz bedeutsame Fläche zu nutzen und auf Dauer zu erhalten.

### Grünland-Projekt am Steinkopf
Das Projekt „Grünlandschutz und Landschaftsentwicklung durch großflächige Beweidung“, kurz: Grünland-Projekt des Biosphärenreservats Rhön, soll neben der Landschaftspflege die Wirtschaftlichkeit klein strukturierter Landwirtschaftsbetriebe erhöhen. Projektträger ist die Arbeitsgemeinschaft Rhön mit den Landkreisen, gefördert wird es außerdem durch die Deutsche Bundesstiftung Umwelt und der Zoologischen Gesellschaft Frankfurt (ZGF).
Verschiedene Landwirte bilden seit Frühjahr 2006 eine Weidegemeinschaft und wollen am Steinkopf etwa 110 Hektar gemeinsam mit etwa 90 Kühen und 80 Kälbern bewirtschaften. Hinzu kommt noch die Beweidung mit Rhönschafen und Ziegen. Ziel ist, dass die Tiere die Weideperiode über auf der Fläche verbleiben. Hierdurch könnte die fortschreitende Verbuschung des naturschutzrelevanten Gebiets am Steinkopf der Vergangenheit angehören.